# Tom Richards (atléta)
Thomas John Henry „Tom” Richards (Upper Cwmbran, 1910. március 15. – London, 1985. január 19.) olimpiai ezüstérmes walesi atléta, maratonfutó.

## Pályafutása
1944 és 1956 között több maratont (Chiswick, Rugby, Port Talbot, Cardiff) is nyert. Pályafutása legkimagaslóbb eredményét azonban az 1948-as londoni olimpián érte el, ahol ezüstérmesként zárta a maraton versenyszámát. Mindössze tizenhat másodperccel maradt el a győztes Delfo Cabrerától a célban.
1950-ben hazáját, Walest képviselte a brit birodalmi játékokon; Aucklandben ötödikként zárta a maraton versenyét.

## Egyéni legjobbjai
- Maraton - 2.29:54 (1954)